# Balázs Megyeri
Dans le nom hongrois Megyeri Balázs, le nom de famille précède le prénom, mais cet article utilise l’ordre habituel en français Balázs Megyeri, où le prénom précède le nom.
Balázs Megyeri, né le 31 mars 1990 à Budapest, est un footballeur hongrois qui évolue au poste de gardien de but à l'Atromitos.

## Palmarès
- Olympiakos
  - Vainqueur du Championnat de Grèce en 2011, 2012, 2013, 2014 et 2015